# Tomislavci
Tomislavci (cyr. Томиславци) – wieś w Serbii, w Wojwodinie, w okręgu północnobackim, w gminie Bačka Topola. W 2011 roku liczyła 541 mieszkańców.